# On écrit sur les murs
Singles de Demis Roussos
Young Love
(1989) Viso di donna
(1989)
On écrit sur les murs est une chanson du chanteur grec Demis Roussos, parue sur l'album Voice and Vision. Elle est composée par Romano Musumarra sur des paroles de Jean-Marie Moreau. Elle est sortie en décembre 1989 en tant que deuxième single de l'album.
La chanson connaît le succès en France où elle atteint la quatrième place et est certifiée disque d'or par le Syndicat national de l'édition phonographique avec plus de 400 000 exemplaires écoulés. On écrit sur les murs est notamment repris par Kids United sur l'album Un monde meilleur en 2015, cette version rencontre également le succès.

## Accueil critique
Elia Habib, un expert du Top 50, donne une critique positive sur la chanson, déclarant que Romano Musumarra « confirme ici son savoir-faire en matière de mélodies simples et très accrocheuses » ; il ajoute également à propos des paroles, « Roussos chante l'espoir dans un souffle idéaliste que le refrain transmet avec force », ce dernier étant interprété par une chorale qui interprète « un esprit utopique que l'orchestration du pont amplifie ».

## Accueil commercial
On écrit sur les murs peut être considéré comme un succès inattendu, ayant débuté à la 50e place du Top 50 le 20 janvier 1990. Il a ensuite grimpé régulièrement et a atteint la quatrième place, en y restant pendant deux semaines non consécutives. Il est resté onze semaines au total dans les dix premières places du classement, et a quitté le Top 50 directement à partir de la 20e place, après 23 semaines de présence. Dans l'Eurochart Hot 100, le single a débuté à la 67e place le 3 mars 1990 et a atteint deux fois la 16e position, lors des cinquième et onzième semaines avec 19 semaines de présence au total dans le classement.

## Liste des titres
| A. | On écrit sur les murs | 3:34 |
| B. | Time                  | 4:16 |

## Crédits
- Demis Roussos – chant
- Jean-Marie Moreau – paroles
- Christian Million – cornemuse
- Loris Baccheschi – production
- Romano Musumarra – musique, arrangements, production
- Bruno Fourrier – ingénieur du son
- Olivier de Bosson – ingénieur du son
- Nuit de Chine – graphisme
- Youri Lenquette – photographie

Enregistré au studio Marcadet, Paris, juillet 1989.

## Classements
| Classement (1990)             | Meilleure position |
| ----------------------------- | ------------------ |
| Europe (Eurochart Hot 100)    | 16                 |
| France (SNEP)                 | 4                  |
| France (Radios périphériques) | 6                  |
| Québec (Palmarès francophone) | 36                 |

| Classement (1990)          | Position |
| -------------------------- | -------- |
| Europe (Eurochart Hot 100) | 78       |
| France (SNEP)              | 16       |

### Certification
| Pays                           | Certification | Ventes certifiées |
| ------------------------------ | ------------- | ----------------- |
| France (SNEP)                  | Or            | 400 000*          |
| *Ventes selon la certification |               |                   |

## Version de Kids United
En 2015, la chanson est reprise par le groupe Kids United comme premier single de leur album Un monde meilleur dans le cadre d'une campagne UNICEF,. Ladite chanson devient rapidement l'emblème des Kids United cumulant ainsi plus de 400 millions de vues sur Youtube à ce jour, record de toutes les chansons du groupe.

### Classements hebdomadaires
| Classement (2016)                       | Meilleure position |
| --------------------------------------- | ------------------ |
| Belgique (Flandre Ultratip 100)         | Tip                |
| Belgique (Wallonie Ultratop 50 Singles) | 41                 |
| France (SNEP)                           | 3                  |

## Autres reprises
La chanteuse Nicole Hohloch en a fait une reprise en allemand intitulée Jeder Zaun, jede Mauer wird aus Blumen sein en 1992.
La chanson est reprise en 2007 par le groupe Worlds Apart. En 2008, elle fait partie d'un tableau musical lors d'un concert des Enfoirés, les principaux interprètes sont Bénabar et Maxime Le Forestier, accompagnés de Francis Cabrel, Gérald de Palmas, Patrick Fiori, Garou, Elsa, David Hallyday, Catherine Lara et Christophe Maé.
En avril 2016, On écrit sur les murs est reprise par le groupe québécois RAFFY. Cette version devient la chanson-thème de la Fondation Véro et Louis (fondée par Véronique Cloutier et Louis Morissette), et une partie des profits récoltés par la vente du titre seront reversés à cette nouvelle association conçue pour répondre aux besoins des adultes autistes au Québec. Le titre remporte tout de suite un gros succès en occupant la première place des ventes iTunes pendant plusieurs jours.
En 2017, les Enfoirés reprennent une nouvelle fois ce titre, chanté par Tal, Soprano, Grégoire, Amir, Michaël Youn, Lorie Pester, Jeff Panacloc, Liane Foly, Jean-Baptiste Maunier, Bénabar et Claire Keim.